# Gépi tanulás
A gépi tanulás a mesterséges intelligencia egyik ága, olyan rendszerekkel foglalkoznak, melyek tanulni képesek, azaz tapasztalatokból tudást generálnak. A gyakorlatban ez azt jelenti, hogy a rendszer példa adatok, minták alapján képes önállóan, vagy emberi segítséggel szabályszerűségeket/szabályokat felismerni/meghatározni. A rendszer tehát nem csupán betanulja „kívülről” a mintákat, hanem képes ezek alapján olyan általánosításra, ami alapján – a tanulási szakasz végeztével – ismeretlen adatokra vonatkozólag is „helyes” döntéseket tud hozni.
Erre az általános célra sokféle algoritmus áll rendelkezésre, amiket a konkrét feladattól függően érdemes kiválasztani.